# 亨利克·显克微支
亨利克·亞當·亞歷山大·皮烏斯·显克微支（發音：[ˈxɛnrɨk ˈadam alɛkˈsandɛr ˈpjus ɕɛnˈkʲɛvit͡ʂ]；1846年5月5日—1916年11月15日）是一名波兰作家。主要作品有历史小说卫国三部曲：《火与剑》、《洪流》及《星火燎原》，主要反映的是17世纪时波兰人民反抗外國入侵的故事。他的其他著作包括《十字军骑士》、《你往何处去/暴君焚城錄》、《在沙漠与荒野中》等。由于“他史诗一般的作品表现出的卓越成就”，获1905年诺贝尔文学奖，是第一位以長篇小說創作的卓越成就獲取諾貝爾文學獎的人。20世纪初时，鲁迅、周作人等人就开始将显克微支的作品翻译成中文，如今他的大部分长篇小说和部分中、短篇小说都有中文版本。

## 生平
显克微支出生在俄占波兰的伏拉·奥克热雅村的一个没落贵族家庭中，这个村庄位于华沙东部不远处。1862年，为了筹集资金，家长们卖掉了土地和房产举家迁往华沙，显克微支在华沙度过了他的中学时代。1866年他考入華沙大學，先是学习法律和医学，然后又开始学习历史和文学。学生时代显克微支就开始为报纸撰写专栏，受沃尔特·斯科特爵士和亚历山大·仲马等人的影响，显克微支开始尝试撰写历史小说。1870年显克微支大学毕业时没有获得文凭，他以一个自由记者的身份开始了新的生活，偶尔也写些小故事。1872年他写出了第一部小说，描写的是学生的生活，1874年以后他成为了双周刊《麥田》（Niwa）文学部门的编辑和撰稿人。1874年8月期间还迎娶了第一位妻子。
1876年至1878年他作为《波兰报》（Gazeta Polska）的通讯记者来到了北美洲，他将北美的所见所闻陆续发表在波兰报上，日后又编辑成了散文集《旅美书简》。在美国期间，显克微支也创作了一些短篇小说，他还参与到了波兰裔女演员海伦·莫德赫斯卡和她的同伴建设加州农村公社的活动中。尽管身体不好，显克微支回到欧洲后又浏览了法国和意大利等地并发表了一些演说，1879年回到华沙，期间他创作了《为了面包》、《灯塔守夜人》、《碳素铅笔》等中短篇小说。1881年显克微支同第二任妻子玛丽亚（Maria，和第一任妻子同名）结婚，第二年辞去波兰报记者的职务，开始担任《話語》（Słowo）杂志的主编，同年儿子亨利·约瑟夫（Henryk Jozef）出世。担任主编期间显克微支仍然在写小故事，1884年终于出版了他的第一本长篇历史小说《火与剑》，女儿雅德维加（Jadwiga）也在同年出生。火与剑的成功给显克微支带来了巨大的荣誉，他很快就开始撰写历史三部曲的第二本：《洪流》。然而不幸的是，他的第二任妻子肺结核加剧，显克微支陪她在欧洲各地旅游。他们的经济状况并不理想，即便在旅途中显克微支也没有停止写作，1885年10月19日玛丽亚去世。妻子逝世后显克微支仍然在旅行，1886年《洪流》面世，第二年他又开始撰写《伏沃迪約夫斯基騎士》，这篇小说完成于1888年。
历史三部曲结束后，显克微支完成了一部现代小说《毫无规则》。1890年末他前往埃及，将非洲的见闻写成了《非洲书简》。1893年他开始撰写一本新的长篇小说《波瓦涅茨基一家》，两年后《你往何处去》开工，正是这部长篇小说使显克微支获得了诺贝尔文学奖。为了完成《你往何处去》，显克微支还亲自到意大利取材。另一部历史小说《十字军骑士》差不多于同时开始构思，1886年《你往何处去》连载完毕，而《十字军骑士》直到1900年才完工。在1899年时，他成为了华沙记者和作家合理基金协会的主席。1900年《十字军骑士》出版后，显克微支在亞捷隆大學举行了庆祝并获得了巨大的荣耀，波兰政府还在凯尔采附近赠送了一处乡间别墅。在《十字军骑士》之后，显克微支没有再写出多少轰动性的作品。1904年軒克維奇第三度結婚，對象是外甥女瑪麗亞。第一次世界大战开始后，显克微支前往瑞士避难。他还是瑞士战争受害波兰同胞慰藉委员会的成员，1916年11月15日显克微支死于瑞士沃韦，直到8年之后他的遗体才运回祖国波兰，他还有一部未完成的遗作《軍團》。

## 主要作品
- 卫国三部曲：描写的是近代的波兰历史。
  - 《火与剑》（Ogniem i mieczem）：以17世纪时哥萨克人脱离波兰的赫梅尔尼茨基起义为背景，曾被波兰导演搬上银幕。
  - 《洪流》（Potop）：以瑞典帝国入侵波兰联邦的大洪水时代为创作背景，也被翻拍为电影。
  - 《伏沃迪約夫斯基騎士（英语：Pan Michael）》（Pan Wołodyjowski）：故事背景是17世纪末的波兰与奥斯曼帝国的战争。又译《边塞喋血记》。
- 《你往何处去/暴君焚城錄》（Quo Vadis）：1895年至1896年在波兰报上连载，描述的是罗马皇帝尼禄烧掉罗马城并嫁祸基督徒的故事。[8]
- 《十字军骑士》（Krzyżacy）：背景为十四和十五世纪中波兰和立陶宛对抗条顿骑士团的入侵。[9]
- 顯克微支的其他作品有：
  - 《徒然》（1872年發表，在報上連載）
  - 《老僕》（1875年發表的短篇小說）
- 1870年代後期與1880年代初，作家發表《旅美書簡》、《人生與自然系列》、《音樂家揚科》、《燈塔看守人》等作品。

## 作品的中譯
- 徐炳昶.等/譯，《你往何處去》，上海：商務印書館，1922年。
- 周作人/譯，《炭画》，北京：北新書局，1926年。
- 張友松/譯，《地中海濱》，上海：春潮書局，1928年。
- 叶灵凤/譯，《蒙地加罗》，上海：光华書局，1928年。
- 鲁彦/譯，《显克微支小说集》，北京：北新書局，1928年。
- 汪倜然/譯，《心靈電報》，上海：現代書局，1933年。
- 鲁彦/譯，《老仆人》，桂林：文学书店，1943年。
- 施蛰存/譯，《战胜者巴尔代克》，永安：十日谈社，1945年。
- 费明君/譯，《你往何處去？》，上海：神州国光社，1948年。
- 孫天行/譯，《暴君焚城錄》，台北：文光出版社，1953年。
- 施蛰存、周启明(作人)/译，《显克微支短篇小说集》，北京：作家出版社，1955年。
- 黄希哲、吴人瑞/译，《韩妮雅》，上海：文化生活，1956年。
- 靜山/譯，《暴君焚城錄》，台北：新興出版社，1956年。
- 柯三元/改編，《暴君焚城錄》：台北：國語日報社，1962年。
- 叶天士/译述，《暴君焚城记》：台北：正文出版社，1968年。
- 台湾商务印书馆编审部/译，《你往何處去》，台北：台灣商務印書館，1975年。
- 陳冠商/譯，《十字軍騎士》，上海：上海譯文出版社，1978年。
- 陳冠商/譯，《显克微支中短篇小说选》，南京：江苏人民出版社，1979年。
- 諾貝爾文學獎全集編譯委員會/編譯，《伊克格拉(1904)/顯克維支(1905)》，台北：九華文化出版社，1980年。
- 梅汝恺/譯，《火與劍》，長沙：湖南人民出版社，1980年。
- 陳煥來/譯，《暴君焚城錄》，台北：逸群出版社，1981年。
- 顏正儀/譯，《你往何處去》，台北：遠景出版社，1981年。
- 施蛰存.等/译，《诺贝尔文学奖金获奖作家作品选》，杭州：浙江人民出版社，1981年。
- 汤真/译，《第三个女人》，广州：花城出版社，1982年。
- 侍桁/譯，《你往何處去》，上海：上海譯文出版社，1982年。
- 施蛰存.等/译，《诺贝尔文学奖得奖作家中篇小说选：为了面包》，贵阳：贵州人民出版社，1982年。
- 梅汝恺/譯，《洪流》，長沙：湖南人民出版社，1982-1983年。
- 林洪亮/譯，《你往何處去》，上海：上海文艺出版社，1983年。
- 名家出版社编辑部/编，《暴君焚城錄》，台北：喜美出版社，1985年。
- 沙永玲.等/编译，《暴君焚城錄》，台北：地球出版社，1986年。
- 梅汝恺/譯，《君往何方》，長沙：湖南人民出版社，1986年。
- 周红兴/主编，《外国小说名篇选读》，北京：作家出版社，1986年。
- 林洪亮/譯，《第三个女人》，桂林：漓江出版社，1987年。
- 赵蔚青/譯，《战场上的婚礼》，南昌：江西人民出版社，1987年。
- 陳冠商/譯，雪岗/改写，《世界文学名著少年文库：十字軍騎士》，北京：中国少年儿童出版社，1989年。
- 文绮/编，《显克微支妙语录》，兰州：甘肃人民出版社，1991年。
- 林洪亮/譯，《你往何處去》，桂林：漓江出版社，1995年(再版)。
- 易麗君、張振輝/譯，《十字軍騎士》，石家庄：花山文藝出版社，1996年。
- 易麗君、袁汉熔/譯，《火与剑》，石家庄：花山文藝出版社，1997年。
- 张振辉/编选，《显克微奇精选集》，济南：山东文艺出版社，1997年。
- 董庆杰/譯，《你往何處去》，长春：吉林大学出版社，1997年。
- 翁文達/譯，《灯塔看守人》，上海：上海譯文出版社，1997年。
- 林洪亮/譯，《第三个女人》，南昌：百花洲文艺出版社，1997年(再版)。
- 唐永、項林/縮寫，《中外軍事文學縮寫 外國卷：十字軍騎士》，北京：解放軍文藝出版社，1997年。
- 赵蔚青，赵燕虹/译，《战地情梦》，长春：长春出版社，1998年。
- 林洪亮/譯，《灯塔看守》，北京：解放軍文藝出版社，1999年。
- 梅汝恺、安娜/譯，《邊塞喋血記》，長沙：湖南文藝出版社，2000年。
- 張振輝/譯，《你往何處去》，北京：人民文學出版社，2000年。
- 张志刚/譯写，《十字軍騎士》，长春：吉林文史出版社，2001年。
- 赵献刚/譯，《显克微奇经典小说》，延吉：延边人民出版社，2001年。
- 易麗君、張振輝/譯，《洪流》，石家庄：花山文藝出版社，2001年。
- 苏克勤/改写，《小蜜蜂书屋 外国文学名著少年读本 紫荆花卷：你往何處去》，合肥：安徽少年儿童出版社，2001年。
- 林洪亮/譯，《十字軍騎士》，西安：陕西人民出版社，2001年。
- 林洪亮/譯，《你往何處去》，北京：南海出版公司，2001年(再版)。
- 梅汝恺/譯，《十字軍騎士》，長沙：湖南文藝出版社，2001年(再版)。
- 梅汝恺/譯，《火與劍》，海口：南方出版社，2002年(再版)。
- 梅汝恺/譯，《君往何方》，海口：南方出版社，2002年(再版)。
- 陳冠商/譯，《十字軍騎士》，上海：上海譯文出版社，2003年(再版)。
- 王琦/译，《你往何處去》，北京：中国致公出版社，2003年。
- 林洪亮/譯，《火與劍》，上海：译林出版社，2004年。
- 嘉孚随文学家编辑部/主编，《彩绘名著系列：通过大草原》，北京：中国和平出版社，2005年。
- 翁文達/譯，《錯誤的喜劇：亨‧顯克維支中短篇小說選》，上海：上海譯文出版社，2007年。
- 余亮/编，《显克微支名篇名句赏读》，呼和浩特：远方出版社，2007年。
- 林洪亮/譯，《十字軍騎士》，北京：南海出版公司，2008年(再版)。
- 王人敏/譯，《十字軍騎士》，呼和浩特：内蒙古人民出版社，2010年。
- 李斯.等/譯，《你去什么地方》，长春：时代文艺出版社，2010年。
- 林洪亮/譯，《池水中的星光》，北京：东方出版社，2011年。
- 易丽君、林洪亮、张振辉/译，《显克维奇选集》（《中短篇小说选》、《火与剑》、《洪流》、《伏沃迪约夫斯基骑士》、《你往何处去》、《十字军骑士》），北京：人民文学出版社，2011年(再版)。
- 王敏/譯，《哈尼娅》，北京：新星出版社，2013年。
- 张振辉/译，《旅美书简》，北京：中国社会科学出版社，2013年。
- 颜朝霞/譯，《你往何處去》，武汉：长江文艺出版社，2013年。
- 石城、费腾/譯，《诺贝尔文学奖获奖者小说丛书：海边恋情》，南京：江苏文艺出版社，2013年。
- 石城、费腾/譯，《诺贝尔文学奖获奖者小说丛书：哈尼娅》，南京：江苏文艺出版社，2014年。
- 梦路/譯，《你往何處去》，南昌：百花洲文艺出版社，2014年。
- 林洪亮/譯，《火與劍》，桂林：漓江出版社，2014年(再版)。
- 肖欣蔓/改写，《青少年人文素养丛书 经典阅读系列：十字军骑士》，南京：江苏文艺出版社，2014年。
- 柴翠、周玲/譯，《你往何處去》，北京：北京理工大学出版社，2015年。
- 姜恩娜/改写，《世界儿童历史小说经典：十字军骑士》，贵阳：贵州教育出版社，2015年。
- 王海颖/译，《诺贝尔文学奖获奖者散文丛书：旅美书简》，南京：江苏文艺出版社，2015年。
- 罗剑平/编，《聆听感悟大师经典：显克微支名篇名句赏读》，银川：阳光出版社，2016年。
- 林洪亮/譯，《中非历险记》，桂林：漓江出版社，2016年。
- 赵心慧/改写，《诺贝尔文学奖大师经典悦读 少年版·启迪卷：十字军骑士》，沈阳：辽宁少年儿童出版社，2017年。
- 林洪亮/譯，《第三个女人》，北京：中国画报出版社，2017年(再版)。

## 家庭
2023年，显克微支的重孙巴特沃梅伊·显克微支担任了波兰文化部长一职。